# Veleniki
Veleniki är en ort i Kroatien.   Den ligger i länet Istrien, i den västra delen av landet, 190 km väster om huvudstaden Zagreb. Veleniki ligger 82 meter över havet och antalet invånare är 107.
Terrängen runt Veleniki är platt åt sydväst, men åt nordost är den kuperad. En vik av havet är nära Veleniki västerut. Runt Veleniki är det ganska tätbefolkat, med 155 invånare per kvadratkilometer. Närmaste större samhälle är Rovinj, 16,6 km söder om Veleniki. Omgivningarna runt Veleniki är en mosaik av jordbruksmark och naturlig växtlighet.